# Ott.
 (octobre 2022).
Si vous disposez d'ouvrages ou d'articles de référence ou si vous connaissez des sites web de qualité traitant du thème abordé ici, merci de compléter l'article en donnant les références utiles à sa vérifiabilité et en les liant à la section « Notes et références ».
Ott. , de son vrai nom Otteran Langrell, est un ingénieur du son anglais, disc jockey, réalisateur artistique de musique électronique, actif depuis le début des années 1990. L'artiste se consacre plus particulièrement depuis 2002 à l'enregistrement d'albums en « solo » en produisant un mélange de styles dub et ambient.

## Description
Ott. est tout d'abord reconnu pour son travail de mixage audio/sonorisation et ses nombreuses collaborations sur diverses productions d'artistes tels Brian Eno, Youth, The Orb, Killing Joke, System 7, Bim Sherman, Embrace, Sinéad O'Connor, Whitehouse, Natacha Atlas, ainsi que sur plusieurs projets menés par son producteur et ami Simon Posford (Hallucinogen, Shpongle).
En 2002, Simon Posford lui propose de remixer plusieurs de ses titres notamment extraits de Twisted paru en 1995. En découle l'album In Dub, première collaboration de Ott. avec le label Twisted Records. L'artiste développe un son dub particulier, intégrant les mélodies et textures sonores caractéristiques de la trance psychédélique pour donner un style que nous pourrions qualifier de "Psydub" (en référence à la "Psytrance").
Ainsi en 2003 avec son premier album solo Blumenkraft suivi en 2008 par l'album Skylon, Ott. poursuit dans cette voie, invitant au voyage à travers l'Inde et le Moyen-Orient.

## Discographie

### Solo
- Blumenkraft (Twisted Records, 2003) cd
- Skylon (Twisted Records, 2008) cd
- Live At Gnomelandia (Autonomous Music, 2009) digital
- Mir (Ottsonic Music, 2011) cd, digital
- Fairchildren (Ottsonic Music, 2015) cd, digital

### Twisted Records
- Are You Shpongled? de Shpongle (1998) cd
- Eclipse - A Journey Of Permanence & Impermanence (1998) cd, compilation
- In Dub de Hallucinogen (2002) cd
- Nothing Lasts...But Nothing Is Lost de Shpongle (2005) cd

### Production/Édition
- Don't Jones Me - And Then Some de Th' Faith Healers (Elektra Records, 1993) cd maxi
- Twice Is Not Enough (Special Edition) de Whitehouse (Susan Lawly, 1999) cd
- Ultimate Experience de UX (Dragonfly Records, 1997)
- Science Of The Gods de Eat Static (Planet Dog, 1997)
- B-World de Eat Static (Planet Dog, 1998)
- Hot 4 U de MP3(2) (Straight Records/Twisted Records, 2000)

### Sonorisation
- Damnation To An Entire Nation de Tongueman (Drunken Swan Records, 1992) lp
- Lido de Th' Faith Healers (Too Pure/Elektra Records, 1992) cd
- Go Round de Hair & Skin Trading Company (Beggars Banquet, 1993) cd maxi
- Mindshaft de Bodychoke (Freek Records, 1994) cd
- Fireworks E.P. de Embrace (Hut Recordings, 1997) maxi, titres : 1 et 3
- Devil's Circus de Zodiac Youth (Nova Tekk/Dragonfly Records, 1997) cd, titres : 1, 4, 5 et 7
- Halim de Natacha Atlas (Nation Records, 1997) cd, titres : 8 et 9

### Remixes
- Democracy (United Nations Mix) de Killing Joke (1995)
- Mighty Blutwurst (Black Sun Remix) de Zodiac Youth (1997)
- Hybrid (Eat Static Remix) de Eat Static (1997)
- Taj Mahal (Shiva Mix) (1997)
- Trouble (Psilocybin Remix) de B2ST (1998)
- Beautiful People (Otts Mix) de Hallucinogen (2000)
- Around The World In A Tea Daze (Ott Remix) de Shpongle (2003)
- Silver (Ott Remix) de Tripswitch (2004)
- Timeless E.S.P. (Ott's New Wasserboxer Mix) de Entheogenic (2005)
- Angelic Particles (Buckminster Fullerine Mix) de Hallucinogen (2005)
- Ground Luminosity (Ott's New Yoghurt Loom Mix) de Entheogenic (2006)
- Gamma Goblins (It's Turtles All The Way Down Mix) de Hallucinogen (2007)